# The Forest (видео игра)
The Forest је хорор видео игра преживљавања која је направљена и измишљена од стране Endnight Games. Игра се одвија на пошумљеном полуострву, где карактер играча Ерик ЛеБланк (енгл. Eric LeBlanc) мора да се одбрани од канибалистичких чудовишта док тражи свог сина Тимија (енгл. Timmy) након авионске несреће. Ова видео игра је open world типа што значи да играч може приступити свему што се налази на мапи без ограничења. Игра се из перспективе првог лица. Нема постављене мисије и задатке и тиме подстиче играча да сам доноси одлуке о свом преживљавању. Демо верзија игре изашла је 2014. године, а завршена верзија игре је објављена четири године касније, за Windows у априлу 2018, а за PlayStation 4 у новембру 2018. Игра је била невероватан успех са преко пет милиона продатих примерака до краја 2018. Наставак игре, „Sons of The Forest”, пуштена је у продају за Windows 23. фебруара 2023. пре него што је званично објављена.

## Игра
У овој видео игри, играчи контролишу Ерика ЛеБланк и морају да преживе на пошумљеном полуострву док трагају за својим сином Тимијем након авионске несреће. Играчи морају да преживе тако што ће да направе склониште, оружје и друге алатке за преживљавање. Поред разних шумских животиња, ово полуострво настанила су племена канибалистичких мутаната која живе у селима на површини, или дубоко у пећинама испод полуострва. Иако нису увек нужно непријатељски настројени према играчу, њихово уобичајено понашање јесте агресивно, поготово ноћу.
Програмери ове видео игре хтели су да се играчи запитају да ли су племена ових канибала мутаната непријатељи играча или обрнуто. На пример, када први пут сретну играча, канибали могу да се суздржавају од нападања и уместо тога посматрају играча са одређене раздаљине, могу да покушају да комуницирају са играчем кроз некакве тотеме и шаљу патроле како би окружили базу играча, односно његов камп. У борби, обично покушавају да заштите једни друге од повреда, склањају бакље, окружују играча, сакривају се, носе повређене припаднике племена на безбедно, држе своју дистанцу, користе тактичко размишљање, не залазе претерано у непознате територије и јако се предају из страха. Такође се плаше логорске ватре или бакље. Иако нема тачно одређене мисије, постоји више завршетака игре.
Како играч напредује кроз игру и истражује пећине, наилазиће на веома чудне мутације, као што су деформисане бебе и мутанти са више руку и/или ногу. Игра такође има циклус дана и ноћи, што играчима омогућава да дању гради склониште и замке, лови животиње и сакупља залихе, а ноћу да се брани од мутаната.
Играч на самом почетку добија водич за преживљавање у облику књиге са белешкама о откривеном дивљем животу на полуострву и обичну листу задатака који би могли да му помогну. Водич такође омогућава играчу да постави нацрт разних структура (као што су логорске ватре, зидови, куће и замке). Довољно је само да изаберете нацрт и поставите га било где у свету на површини на којој има места. Након што је нацрт постављен треба да се сакупе сви ресурси (као што су камење и дрва) како би се саградила та структура. Углавном сва склоништа имају опцију чувања игре, јер не постоји аутоматско чување прогреса у овој игри.
Предмети које играч сакупи у свету (као што су биљке, животињско крзно или алати) могу се одложити у инвертару играча. Инвентар је ранац у којем играч одлаже своје ствари, такође садржи систем помоћу којег играч може да прави ствари у односу на његово стечено знање и доступне материјале. Како би направио обичну секиру, играч мора да сакупи и онда споји штап, камен и конопац. Када се сви ови материјали ставе на место за израду предмета у ранцу, појави се иконица у облику зупчаника која играчу даје до знања да може да споји предмете. У инвертару играч такође може изабрати четири ствари за брзо бирање (енгл. quick-select).
HUD (енгл. head-up display) приказује играчев ниво HP-а, односно здравља, енергије, стамине, глади и жеђи. Вода може да се узме из језера и река, али већина вода у овој околини је загађено и изазивају нежељене ефекте код играча. Како би се вода прочистила може да се прокува или играч може да сакупља чисту кишницу помоћу справе која служи за то. Храна мора да буде направљена од животиња, биљака или других људских бића у свету. У водичу играч такође може да нађе статистику о својој снази, тежини, физичкој спремности и ниво здравог разума. Уколико се ниво здравог разума довољно спусти, играч добија могућност да направи тотеме (које иначе постављају мутанти). Ове структуре играч може направити само када му се спусти ниво разума на одређен ниво. 

## Радња
Игра почиње са Ериком ЛеБланк, телевизијским глумцем преживљавачем, који седи у авиону са својим сином, Тимијем, пре него што се авион одједном сруши на пошумљено полуострво. Без обзира на то што су он и његов син једини преживели након несреће, Ерик, момента пре него што је пао у несвест беспомоћно гледа како Тимија киднапује човек обојен црвеном бојом. 
Када се пробуди у олупини авиона, Ерик излази да тражи свог сина али открива да је полуострво окупирано дивљим мутантима који су канибали и приморан је да се одбрани док преживљава. У свом истраживању, Ерик проналази трагове о Тимијевом боравишту у облику цртежа који су нацртани воштеним бојама у пећинама. Ерик такође понекад види, са дистнце, човека обојеног у црвено који побегне уколико му се он приближи. Тимијеви цртежи временом одведу Ерика у напуштен лабараторијски концепт који је под земљом. Овај комплекс је под власништвом ,,Сахарске Терапије" (енгл. Sahara Therapeutics), велике истраживачке компаније која је одговорна за експериментисање са бићима на полуострву. На улазу у лабараторију, Ерик наилази на мртве раднике лабараторије и открива да су истраживали артефакт који се зове Обелиск Васкрсења. Направљен је од стране тајанствене групе која се зове Група Древних. Артефакт има моћ да врати мртве у живот, али како би то било могуће захтева да се принесе жртва, а жртва која је потребна је дете. Ерик такође открива да је отмичар његовог сина, доктор Метју Крос (Matthew Cross), био главни истраживач у лабараторији пре него што је изгубио своју ћерку Меган која је страдала од стране једног мутанта. Пошто је полудео након смрти своје ћерке, Крос је одлучио да искористи артефакт и киднаповао је Тимија како би му он послужио као жртва помоћу које би оживео Меган.
Ерик убрзо налази Кроса мртвог, поред њега артефакт и Тимијев леш унутра. У том моменту Ерик сазнаје да је Тими већ искоришћен како би Крос оживео Меган. Иако је превише закаснио за спасавање свог сина, Ерик открива да је машина и даље повезана са артефактом и да може да је искористи како би оживео Тимија и зато наставља да истражује лабараторију како би нашао жртву. Након неког врмена Ерик наилази на васкрснуту Меган али примећује да она више није обичан човек. Машина ју је претворила у канибалистичког мутанта и приморан је да је убије. Затим покушава да искористи њено беживотно тело не би ли оживео Тимија, међутим не успева јер је потребна жива жртва. Ерик убрзо наилази на осматрачницу и проналази други артефакт који се зове Обелиск Моћи. Овај артефакт функционише као нека врста ЕМП уређаја (електромагнетни пулс), који може да сруши авионе када је активиран, што значи да је Крос искористио овај уређај и проузроковао њихову несрећу. Тада се Ерик сусреће са тешким избором, може да активира артефакт и сруши авион који пролази или да искључи артефакт.
Игра има два завршетка:
- Ако Ерик активира артефакт- то проузрокује авион који лети изнад њега да се сруши, а то подразумева да налази жртву како би вратио Тимија у живот. Годину дана касније, Ерик и Тими су спашени и позвани у емисију како би промовисали Ерикову књигу, која прича страшна искуства и описује његову причу на полуострву. У току емисије, Тими се онесвести и почне да се тресе неконтролисано, изгледало је као да ће се претворити у мутанта попут Меган. Ерик успева да помогне Тимију, који се буди и сасвим је океј. Затим се приказује много старији Тими у његовом стану, подразумева се да је прошло много година. У том моменту Тими истражује острво које је названо „Site 2”, иако се и даље бори како би сузбио мутацију.

- Ако Ерик искључи артефакт- поштеђује животе свих људи који су у авиону, али Тими остаје мртав. Након што уништи артефакт, Ерик излази из лабараторије и спаљује Тимијеву слику, што нам указује на то да је одлучио да настави даље. Након ове коначне сцене везане за причу, играч поново добија контролу над Ериком и наставља да преживљава на полуострву.

## Развој
је инспирисана култним филмовима попут „Ужас из дубине” и „Холокауст канибала” и видео играма типа Don't Starve.Прихваћена је као део Steam Greenlight-а 2013. Канадски пограмери из Endnight Games -а рекли су да је Disney такође био инспирација за стварање ове видео игре, уз коментар да не желе да цела игра буде мрачна и депресивна. Игра је адаптирана да ради и преко Oculus Rift виртуелног сета. Након што су додали co-op тип игре (умрежено играње игре преко интернета са другим играчима) током развитка игрице, тим који је радио на њеној изградњи навео је како желе да ова игра не буде као остале видео игре које су предвиђене за велику масу играча, као што су DayZ и Rust.
Тим људи који је стварао ову игру има искуства са радом на визуелним ефектима, јер су радили на филмовима, као што су на пример „Чудесни Спајдермен 2”и „Tron: Legacy”. Почетни буџет за игрицу је био 125,000$. Игра је прво објављена као демо верзија за Windows 2014. четири године пре званичног објављивања 30. априла 2018. Касније је објављена и за PlayStation 4, 6. новембра 2018. Игра је направљена користећи Јунити, погон за видео игре.

## Рецензије
Игрица је добила позитивне рецензије док је била у раним верзијама. Продато је преко 5.3 милиона примерака игрице за кориснике Windows оперативног система до новембра 2018. ИГН је назвао игрицу ,,незаборавно хорор искуство преживљавања", хвалећи игрицу за AI непријатеље и добру причу, али имали су критике везане за подешавања екрана, због тога што у тренуцима игра може бити превише мрачна.
Успех ове видео игре је произвео и наставак под хазивом „Sons of the Forest”, који је објављен 23. фебруара 2023. године.